# Holger Ehrhardt (Germanist)
Holger Ehrhardt (* 1964 in Sonneberg) ist ein deutscher Germanist und Hochschullehrer. Von 2012 bis 2018 war er Inhaber einer Stiftungsprofessur für Werk und Wirkung der Brüder Grimm an der Universität Kassel, seit 2018 ist er dort außerplanmäßiger Professor für Germanistik mit dem Lehr- und Forschungsschwerpunkt Werk und Wirkung der Brüder Grimm.

## Leben
Erhardt floh 1989 aus der DDR über die Tschechoslowakei in die Bundesrepublik und war zunächst als Bauplaner in Stuttgart tätig. 1995 nahm er ein Studium der Germanistik und Anglistik auf, das ihn über die Universität Leipzig und die Eberhard Karls Universität Tübingen nach Kassel brachte, wo er im Jahr 2000 den akademischen Grad Magister Artium erlangte. Er war von 2001 bis 2006 Wissenschaftlicher Mitarbeiter für Neuere Deutsche Literatur der Universität Kassel. 2006 wurde er promoviert und wechselte als Lehrer für Deutsch, Englisch und Informatik an die Offene Schule Waldau in Kassel. Von 2012 bis 2018 war er als Juniorprofessor Inhaber einer Stiftungsprofessur für „Werk und Wirkung der Brüder Grimm“ an der Universität Kassel. Dies war deutschlandweit die erste Professur zu Leben und Wirken der Brüder Grimm. Seit 2012 gibt er das „Brüder Grimm Gedenken“ mit heraus und ist akademischer Leiter des Kulturmoduls der Internationalen Sommer- bzw. Winter-Universität Kassel. Im gleichen Jahr zählte er zu den Mitorganisatoren des internationalen Kongresses „Märchen, Mythen, Moderne ‒ 200 Jahre Kinder- und Hausmärchen der Brüder Grimm“. Ab 2013 war er stellvertretender, seit 2015 kommissarischer, seit 2018 Sprecher des Herausgeberkollegiums der „Kritischen Ausgabe des Briefwechsels der Brüder Grimm“. 2013 hielt er Gastvorlesungen in Kawasaki und Zürich. Seit 2014 ist er Mitglied im Leitungsgremium des Geistes- und kulturwissenschaftlichen Promotionskollegs am Fachbereich 02 der Universität Kassel und betreute mehrere internationale Promotionsprojekte des Deutschen Akademischen Austauschdienstes. 2016 organisierte er die Ringvorlesung „Gegenwärtige Tendenzen der Grimm-Forschung“. 2018 wurde er trotz fehlender Habilitation zum außerplanmäßigen Professor für Germanistik mit dem Lehr- und Forschungsschwerpunkt Werk und Wirkung der Brüder Grimm ernannt.
2023 erhielt Holger Ehrhardt den mit 5000 Euro dotierten Europäischen Märchenpreis für seine Tätigkeit als Grimm- und Märchenforscher. Im Rahmen seiner Forschungstätigkeit hat er Briefe und andere Dokumente der Brüder Grimm für die Nachwelt aufbereitet. Der Preis wurde ihm am 28. September 2023 in Volkach verliehen.

## Auszeichnungen
- 2023 Europäischer Märchenpreis[4]

## Schriften (Auswahl)
- Mythologische Subtexte in Theodor Fontanes Effi Briest. Lang, Frankfurt [u. a.] 2008, ISBN 978-3-631-56612-1 (zugleich Diss., Uni Kassel 2006).
- Die Marburger Märchenfrau oder Aufhellungen eines »nicht einmal Vermutungen erlaubenden Dunkels«. Boxan, Kassel 2016, ISBN 978-3-945042-17-5.